# Xyroptila elegans
Xyroptila elegans là một loài bướm đêm thuộc họ Pterophoridae. Loài này có ở đông bắc New Guinea và Úc.